# Inflammation
Inflammation is een internationaal, aan collegiale toetsing onderworpen wetenschappelijk tijdschrift op het gebied van de celbiologie en de immunologie.
Het wordt uitgegeven door Springer Science+Business Media namens de International Inflammation Research Society en verschijnt tweemaandelijks.